# Ледостав
Ледоста́в:

Аномальный ледостав на реке Томь

- процесс установления сплошного ледяного покрова на водотоках и водоёмах;
- фаза ледового режима, период, в течение которого наблюдается неподвижный ледяной покров на водотоках и водоёмах[1].

Длительность ледостава и толщина льда зависят от продолжительности и температурного режима зимы, характера водного объекта, толщины снега, ветрового режима и др. Малые реки и непроточные водоёмы замерзают скорее больших рек. Горные реки из-за быстрого течения обычно не имеют сплошного ледостава.
Участки, где течение быстрое или куда притекают тёплые воды (сбросовые, грунтовые), могут оставаться свободными от льда и называются полыньями.
На водоёмах европейской части России ледостав обычно начинается во второй половине ноября и завершается в основном к середине декабря.
В ряде регионов при достаточной толщине льда он используется автомобильным транспортом.